# Liste der Biografien/Osl
Liste der Biografien |
Portal Biografien |
Personensuche
# |
A |
B |
C |
D |
E |
F |
G |
H |
I |
J |
K |
L |
M |
N |
O |
P |
Q |
R |
S |
T |
U |
V |
W |
X |
Y |
Z |
?
 
Oa |
Ob |
Oc |
Od |
Oe |
Of |
Og |
Oh |
Oi |
Oj |
Ok |
Ol |
Om |
On |
Oo |
Op |
Oq |
Or |
Os |
Ot |
Ou |
Ov |
Ow |
Ox |
Oy |
Oz
 
Osa |
Osb |
Osc |
Osd |
Ose |
Osg |
Osh |
Osi |
Osk |
Osl |
Osm |
Osn |
Oso |
Osp |
Osr |
Oss |
Ost |
Osu |
Osv |
Osw |
Osy |
Osz
Die Liste der Biografien führt alle Personen auf, die in der deutschsprachigen Wikipedia einen Artikel haben. Dieses ist eine Teilliste mit 14 Einträgen von Personen, deren Namen mit den Buchstaben „Osl“ beginnt.

## Osl
- Osl, Elisabeth (* 1985), österreichische Mountainbike-Rennfahrerin
- Osl, Lisa (* 2000), österreichische Biathletin

### Osla
- Oslac, König bzw. Herzog von Sussex
- Oslac von York, Ealdorman von York
- Oslaender, Bonifacio (1836–1904), deutscher Benediktiner und Abt von Sankt Paul vor den Mauern
- Oslawski, John (1947–2000), US-amerikanischer Jazzmusiker

### Osle
- Oslender, Simon (* 1998), deutscher Hammond-Organist, Keyboarder und Pianist
- Osler, William (1849–1919), kanadischer MedizinerWilliam Osler (1849–1919)

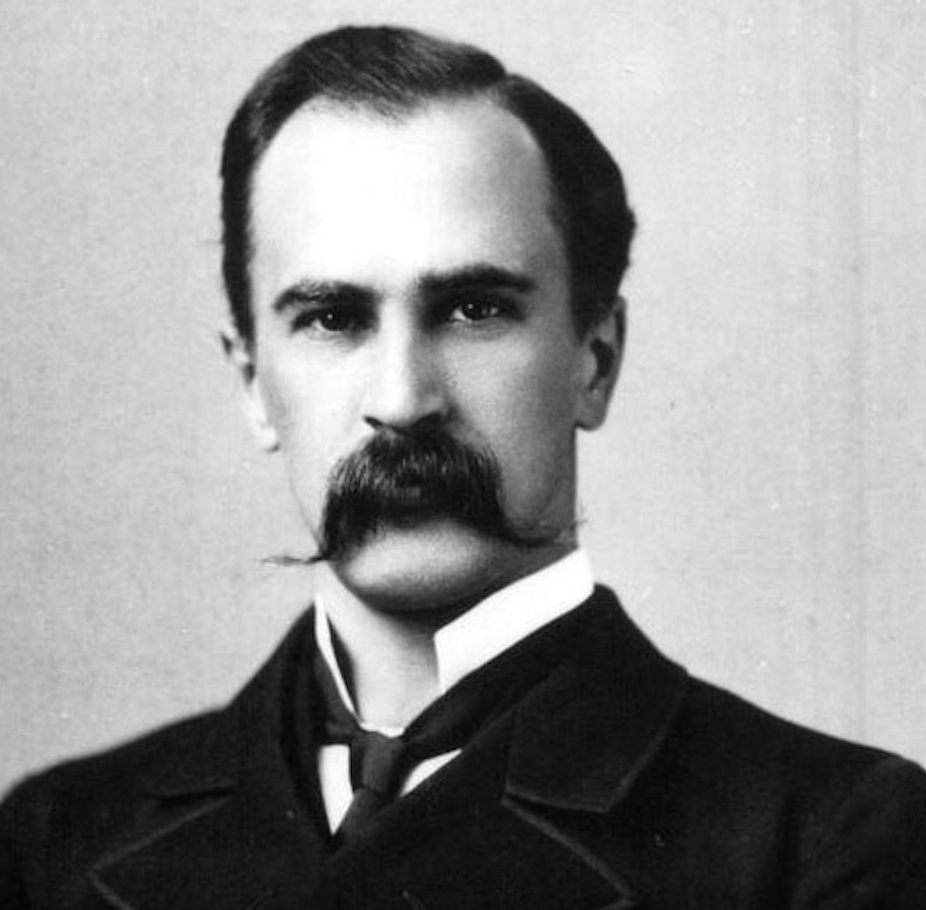
William Osler (1849–1919)

- Osler-Toptani, Robert (1878–1953), österreichischer Offizier und Politiker (CSP), Mitglied des Bundesrates

### Osli
- Oslin, K. T. (1942–2020), US-amerikanische Country-Sängerin und Songschreiberin
- Oslislo, Marian (* 1955), polnischer Künstler, Rektor der Kunsthochschule Kattowitz
- Oslislo, Martin (* 1978), deutscher Fußballspieler

### Oslo
- Oslob, Leni (1909–1949), deutsche Fechterin, deutsche Meisterin und Weltmeisterin

### Oslz
- Oslzlý, Petr (* 1945), tschechischer Dramaturg, Drehbuchautor und Schauspieler